# En busca del misterio
En busca del misterio is een studioalbum van Michel Huygen. Het betekende een hernieuwde samenwerking met parapsycholoog F. Jiménez del Oso en Juan José Benitez. Zij maakten een gelijknamige televisieserie waarin ze mysteries en wonderen onderzochten. Huygen componeerde er de muziek bij. Hij nam de muziek op in zijn eigen digitale geluidsstudio te Barcelona en verzorgde ook de mastering, maar dan in december 1991.
Het album werd in 1992 in Spanje uitgebracht door het platenlabel ASPA SA te Madrid. In 1994 volgde een heruitgave van Tuxedo Music in Zwitserland; in 2004 volgde nog een eigen geremasterde uitgave. Huygen omschreef de muziek zelf als new age kosmische muziek.

## Musici
Michel Huygen speelt alle instrumenten.

## Muziek
| Nr. | Titel                                        | Duur  |
| --- | -------------------------------------------- | ----- |
| 1.  | En busca del misterio (titelmuziek) (Huygen) | 2:13  |
| 2.  | Apertura de consciencia (Huygen)             | 3:02  |
| 3.  | Túneles misteriosos (Huygen)                 | 4:49  |
| 4.  | Ahus (Huygen)                                | 2:52  |
| 5.  | Más Allá (Huygen)                            | 2:37  |
| 6.  | Isla de Pascua (Huygen)                      | 2:59  |
| 7.  | Arqueología futura (Huygen)                  | 2:30  |
| 8.  | Cirujanos del Más Allá (Huygen)              | 2:31  |
| 9.  | El ombligo del Mundo (Huygen)                | 2:46  |
| 10. | Los desencarnados (Huygen)                   | 4:00  |
| 11. | Moais (Huygen)                               | 3:41  |
| 12. | ¿Qué Sucede? (Huygen)                        | 2:12  |
| 13. | Atlantis (Huygen)                            | 1:33) |
| 14. | En busca del misterio (theme) (Huygen)       | 3:19  |